# Polymorfisk kod
Polymorfisk kod är källkod som använder en polymorfisk motor för att självmodifiera koden medan originalalgoritmen förvaras intakt. Detta innebär att koden ändrar sig själv varje gång programmet körs, men kodens/(mjukvarans) innebörd inte kommer att förändras alls. Denna teknik används bland annat för att förhindra antivirusprogrammens upptäckt av datorvirus och internetmaskar.